# Cratere Kitna
Kitna  è un cratere sulla superficie di Venere.